# Římskokatolická farnost – děkanství Libochovice

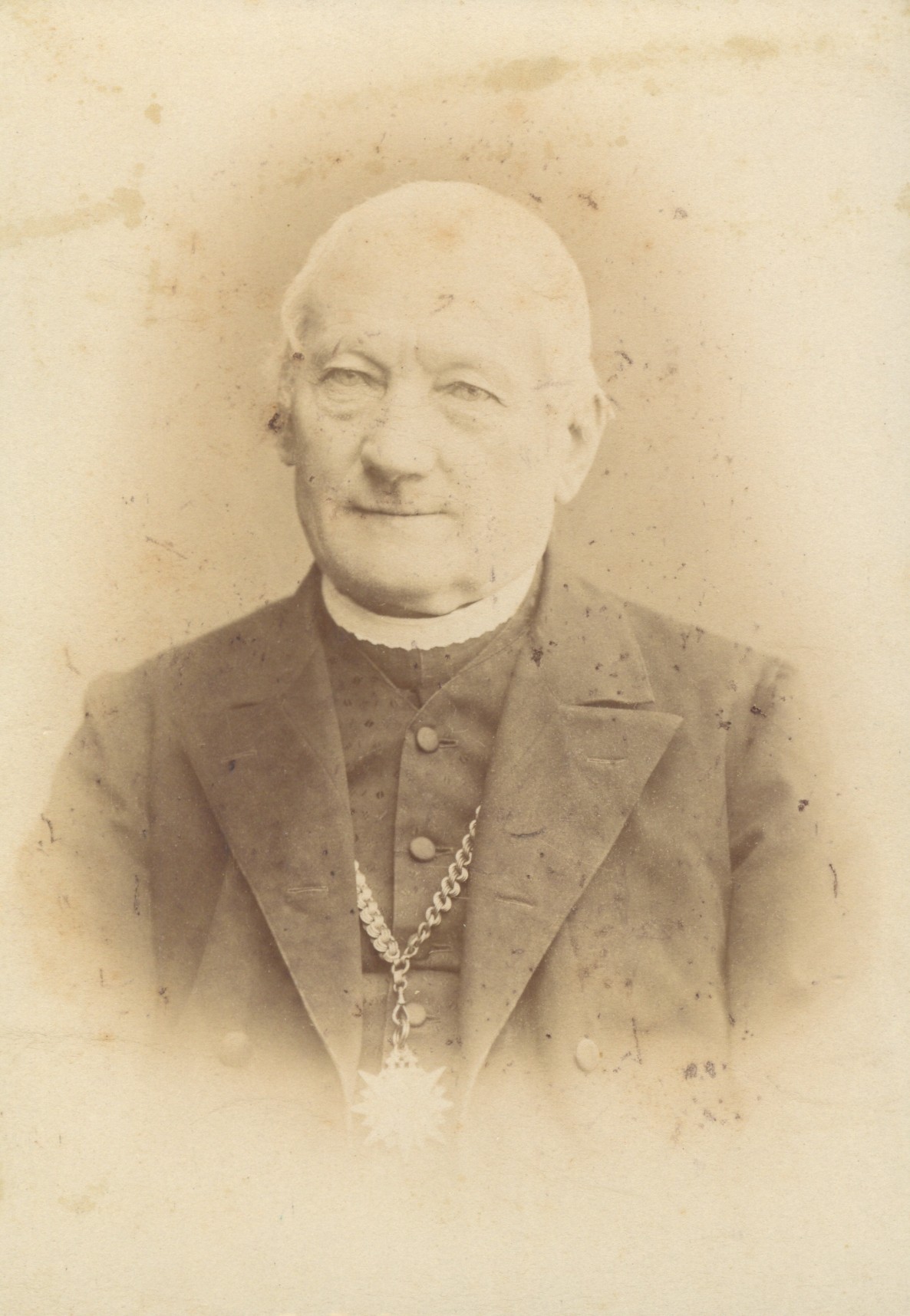
Děkan libochovické farnosti Karel Kerka (1814–1894)

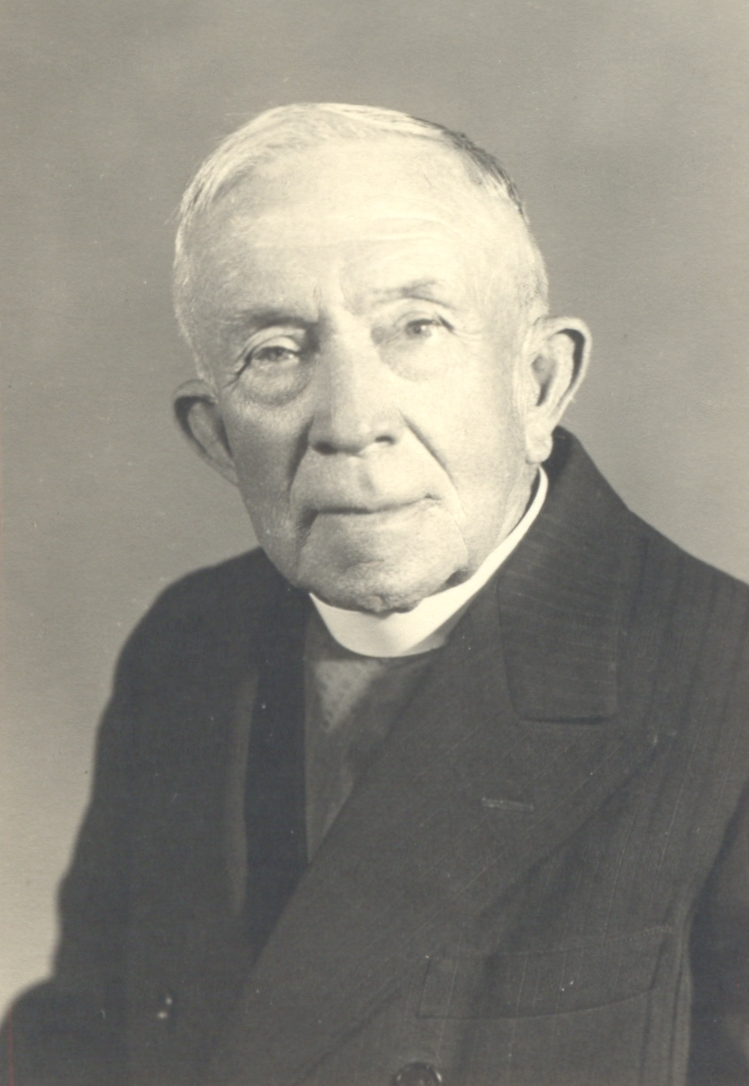
Libochovický arciděkan František Drbohlav kolem roku 1944 jako kněžský jubilár.

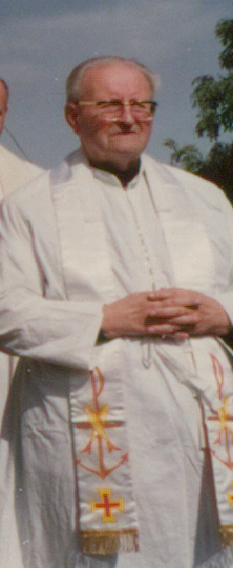
Libochovický děkan Václav Lochman

Římskokatolická farnost – děkanství Libochovice (lat. Libochovicium) je církevní správní jednotka sdružující římské katolíky na území města Libochovice a v jeho okolí. Organizačně spadá do litoměřického vikariátu, který je jedním z 10 vikariátů litoměřické diecéze. Centrem farnosti je děkanský kostel Všech svatých v Libochovicích.

## Historie farnosti
První zmínka o lokalitě Libochovice pochází z roku 1282. Nejranější období od 13. století se nazývá tzv. stará farnost (plebánie). O této plebánii a kostele pochází zmínka z roku 1352, což znamená, že již předtím existovala. Také podle textu kupní smlouvy z roku 1336, kterou Jan Lucemburský prodal hrad Klepy (později nazvaný Hazmburk), Libochovice s tvrzí a další čtyři vesnice Zbyňkovi z Valdeka, je zde také zmíněno patronátní právo ke kostelům. I z toho se lze domnívat, že kostel již existoval.
Patronátní právo nad libochovickým kostelem (resp. farností) vykonával pak až do roku 1591 majitel libochovického panství. Po roce 1591 majitel panství Jiří Popel z Lobkovic, po založení jezuitské koleje v Chomutově (v zakládací listině koleje), přenechal výkon patronátních práv ve všech kostelích na svém majetku právě této koleji. Farní libochovický obvod tehdy zahrnoval, kromě Libochovic, také Poplze (zpočátku zde byl pouze poplužní dvůr), Evaň, Radovesice a později zaniklou obec Lhota.
Od 70. let 16. století míval farář často k dispozici i kaplana k jehož hlavním povinnostem patřilo zajišťovat bohoslužby ve filiálních kostelích. Od první poloviny 17. století, kdy se církev v důsledku třicetileté války potýkala s nedostatkem kněží, libochovický farář administroval také filiální kostely v Dubanech, Slatině a komendátní kostely v Chotěšově, Klapý, Košticích, Křesíně a Solanech. Hlavním zdrojem příjmů fary pocházely z beneficia. Výnosů z farních polí tzv. desátky odváděné farníky ročně ve dvou splátkách. Od konce 16. století do doby po třicetileté válce farář dostával každoročně od farníků po jedné měřici pšenice, ovsa a žita, z farních polí pak kolem šesti měřic pšenice a ovsa. Od města Libochovic dostával ještě další naturie jako je otop na zimu, pivo a ovoce ze zahrad. K drobnějším příjmům patřila tzv. štóla (poplatky za křty, ohlášky, sňatky a pohřby). Avšak i tak příjmy byly celkově malé, takže libochovičtí faráři se snažili získat některé z uprázdněných beneficií mimo libochovické panství. Například v roce 1574 požádal libochovický farář o správu fary v Černochově. Po skončení třicetileté války se situace zlepšila a zvýšily se příjmy z desátku až na 38 měřic a z farních polí dokonce až na 154 měřic obilí, jak uvádí údaj z roku 1745.
Držitelé libochovického panství byli vždy katolíci a obyvatelstvo farnosti zůstalo také převážně katolické i v období náboženské tolerance v 16. a na počátku 17. století. Katolickou víru se snažil upevňovat především Jiří Popel z Lobkovic. V roce 1591 udělil Libochovicích řadu výsad s podmínkou, že zůstanou katolické. Horlivý Jiří Popel z Lobkovic se dostal dokonce do sporu s farářem Janem Jonášem z Velryby, kterého neoprávněně nařkl z kacířství a konání bohoslužeb podobojí. Uražený kněz pak požádal pražského arcibiskupa o přesazení na jinou farnost. Panství bylo však v roce 1594 Popelovi zkonfiskováno pro vzpouru proti císaři Rudolfu II. a připadlo královské komoře. Tehdy představitelé města s duchovenstvem se obrátili na pražského arcibiskupa, aby v případě prodeje města, byl novým majitelem katolický pán. V době třicetileté války si libochovanští udrželi svou katolickou víru a podle zprávy reformačních komisařů pro arcibiskupa Harracha z roku 1652 byli ve farnosti pouze dva odpadlíci. Naopak zde bylo 42 nově obrácených na víru. Za třicetileté války nebyly Libochovice přímo zasažené vojsky nicméně trpěly velkou nouzí. Pro potřeby chudých farníků zakoupil místní farář ze zádušních prostředků tzv. železnou krávu. Dne 7. srpna 1624 Libochovice vyhořely a řada domů pak zůstala z důvodu poškození prázdná. Byl značně poškozen i kostel Všech svatých, ve kterém se žárem roztavily zvony. Kostel byl pak pustý mnoho let.
Duchovní správci se v té době ve farnosti často střídali a některá léta byla farnost zcela uprázdněna. Z toho důvodu krátce před rokem 1650 ve farnosti působili také jezuité. V roce 1653 se administrace farnosti ujal P. Duchoslav Ignác Mitis a působil zde až do své smrti 42 let. Zároveň spravoval také faru v nedaleké Budyni.
Do roku 1655 obec patřila pod pražskou arcidiecézi a poté, po založení litoměřické diecéze, přešla pod tuto nově zřízenou diecézi a byla začleněna do bílinského arcidiakonátu. Matriky byly vedeny od roku 1660. Od počátku 18. století počet kaplanů sídlících v Libochovicích se zvýšil často až na tři. Jednalo se o významné osobnosti, které značně ovlivnili farní život i podobu samotného libochovického kostela.
V roce 1892 byla farnost povýšena na děkanství.

### Duchovní správcové vedoucí farnost
Začátek působnosti jmenovaného v duchovní správě farnosti od:
- 1591-1595 Jan Jonáš z Velryby (Joannes Jonas) z Velryby, † 1595
- krátce před i po roce 1650 ve farnosti působili jezuité
- 1653 Duchoslav Ignác Mitis, † 21. 5. 1695 (pohřben v Budyni)
- x. 6. 1695 Karel Hoffer, rytíř z Lobensteinu (Carolus Hoffer eques de Lobenstein)
- 19. 12. 1708 Václav Vojtěch Henniger, rytíř ze Seebergu (Wenceslaus Adalbertus eques de Seeberg)
- 1738 Josef Jan Gallasch (Josephus Joann. Nepom. Gallass)
- 1774 Erasmus Ferdinandi
- 1788 par. vacat, cap. Franc. Hamer
- 1788 Ign. Rudisch
- 1801 par. vacat, cap. Ioann. Satler
- 1802 Emmanuel Böhm n. 21. 2. 1753 Prag, o. 18. 5. 1776
- 1826 Ign. Michl, n. 24. 3. 1775 Warnsdorf, o. 31. 8. 1807, † 30. 6. 1851
- 1852 par. vacat, admin. int. Jos. Ehl
- 1853 Antonín Vojtěch Hnojek (děkan), n. 4. 12. 1799 Brundusiens. o. 24. 8. 1822, † 23. 1. 1866
- 1865 par. vacat, admin. int. Jos. Ehl
- 1867 Joann. Zuman n. 24. 5. 1795 Bělens. o. 24. 8. 1819, † 25. 3. 1868
- 1869 Karel Kerka (děkan), n. 3. 6. 1814 Schopka, o. 3. 8. 1837, † 7. 1. 1894
  - od r. 1888 František Miksánek (kaplan)
  - od r. 1890 Jan Šlechta (kaplan)
- 1895 Václav Oplt, od r. 1883 kaplan; od r. 1895 farář; 1900–1935 osobní arciděkan, n. 1. 10. 1847 Vaselá, o. 25. 7. 1871, † 9. 9. 1935
- 1935 dec. vacat, admin. interc. Car. Lissler
- 1936 František Drbohlav (arciděkan), n. 6. 8. 1870 Rovensko, o. 17. 6. 1894, † 20. 3. 1946
- 30. 8. 1946 Václav Lochman (děkan)
- 1. 1. 1983 Václav Klusoň
- 1. 6. 1990 Jan Křížek, SDB
- 1. 8. 1992 Jiří Voleský (administrátor)
- 1. 9. 1996 Józef Szeliga (administrátor)
  - 4. 11. 1996 Antoni Kośmidek (farní vikář)
- 1. 10. 2005 Jaroslaw Kuziemko (administrátor)
- 1. 5. 2007 Tomasz Dziedzic (administrátor)
- 1. 1. 2010 Petr Kubíček (administrátor)
- 1. 5. 2013 Józef Szeliga (administrátor excurrendo z Litoměřic)
- 1. 3. 2014 Wojciech Szostek (administrátor), od 1. 1. 2019 děkan[4]
- 1. 10. 2023 Lukáš Hrabánek, děkan[5]

Kromě kněží stojících v čele farnosti, působili ve farnosti v průběhu její historie i jiní kněží. Většinou pracovali jako farní vikáři, kaplani, katecheté, výpomocní duchovní aj.

## Území farnosti
Do farnosti náleží území těchto obcí:
- Libochovice (Libochowitz[p 2])
- Dubany (Duban[p 2])
- Evaň (Eywan[p 2])
- Poplze (Popels[p 2])
- Radovesice (Radowesitz[p 2])
- Slatina (Slatina[p 2])

## Římskokatolické sakrální stavby na území farnosti
| | Fotografie | Stavba                             | Místo       | Bohoslužby                      | Zeměpisné souřadnice            | Status                      | Číslo kulturní památky           |
| Kostely | Kostely    | Kostely                            | Kostely     | Kostely                         | Kostely                         | Kostely                     | Kostely                          |
| --- | ---------- | ---------------------------------- | ----------- | ------------------------------- | ------------------------------- | --------------------------- | -------------------------------- |
| 1. |            | Kostel Všech svatých               | Libochovice | bližší informace o bohoslužbách | 50°24′18″ s. š., 14°2′32″ v. d. | farní kostel                | 25918/5-2137 (Pk•MIS•Sez•Obr•WD) |
| 2. |            | Kostel sv. Petra a Pavla           | Dubany      | bližší informace o bohoslužbách | 50°23′52″ s. š., 14°0′47″ v. d. | filiální kostel             | 15889/5-2017 (Pk•MIS•Sez•Obr•WD) |
| 3. |            | Kostel sv. Jana Nepomuckého        | Slatina     | bližší informace o bohoslužbách | 50°25′48″ s. š., 14°2′16″ v. d. | filiální kostel             | 43380/5-2296 (Pk•MIS•Sez•Obr•WD) |
| Kaple |            |                                    |             |                                 |                                 |                             |                                  |
| 4. |            | Kaple sv. Vavřince                 | Libochovice | bližší informace o bohoslužbách | 50°24′32″ s. š., 14°2′10″ v. d. | obecní kaple                | 18877/5-2138 (Pk•MIS•Sez•Obr•WD) |
| 5. |            | Kaple sv. Kříže                    | Libochovice | bližší informace o bohoslužbách | 50°24′10″ s. š., 14°2′4″ v. d.  | oratorium v domově důchodců | —                                |
| 6. |            | Kaple                              | Evaň        | bližší informace o bohoslužbách | 50°23′4″ s. š., 14°1′44″ v. d.  | obecní kaple                | 19779/5-2026 (Pk•MIS•Sez•Obr•WD) |
| 7. |            | Kaple Panny Marie                  | Poplze      | bližší informace o bohoslužbách | 50°23′50″ s. š., 14°2′34″ v. d. | obecní kaple                | —                                |
| 8. |            | Kaple Nejsvětějšího Srdce Ježíšova | Libochovice | bližší informace o bohoslužbách | 50°24′19″ s. š., 14°2′38″ v. d. | zámecká kaple               | 45669/5-2131 (Pk•MIS•Sez•Obr•WD) |
| 9. |            | Kaple                              | Radovesice  | neslouží se pravidelně          |                                 | obecní kaple                | —                                |
| Některé drobné sakrální stavby a pamětihodnosti lze dohledat zde v databázi Drobné sakrální památky Zaniklé sakrální stavby lze dohledat zde v databázi Poškozené a zničené kostely, kaple a synagogy v České republice |            |                                    |             |                                 |                                 |                             |                                  |

Ve farnosti se mohou nacházet i další drobné sakrální stavby, místa římskokatolického kultu a pamětihodnosti, které neobsahuje tato tabulka.

## Farní obvod
Z důvodu efektivity duchovní správy byl vytvořen farní obvod (kolatura) sestávající z přidružených farností spravovaných excurrendo z Libochovic. Jsou jimi farnosti (řazeno abecedně):
1. Římskokatolická farnost Chotěšov
2. Římskokatolická farnost Klapý
3. Římskokatolická farnost Koštice nad Ohří
4. Římskokatolická farnost Křesín

## Galerie

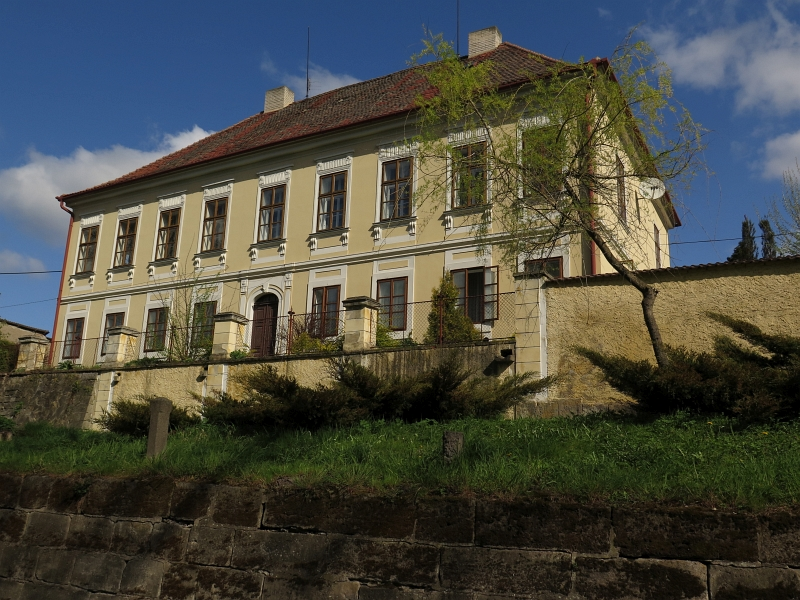
Fara, Libochovice
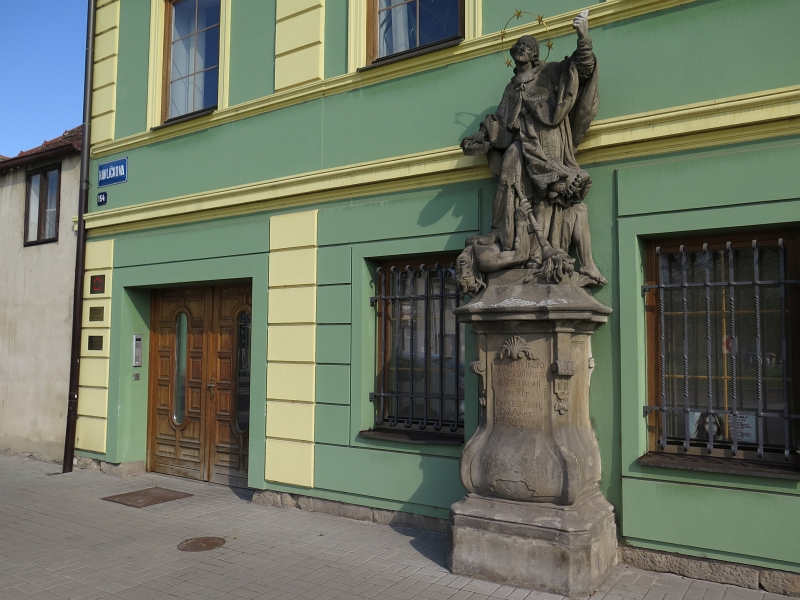
Socha sv. Jana Nepomuckého v Libochovicích
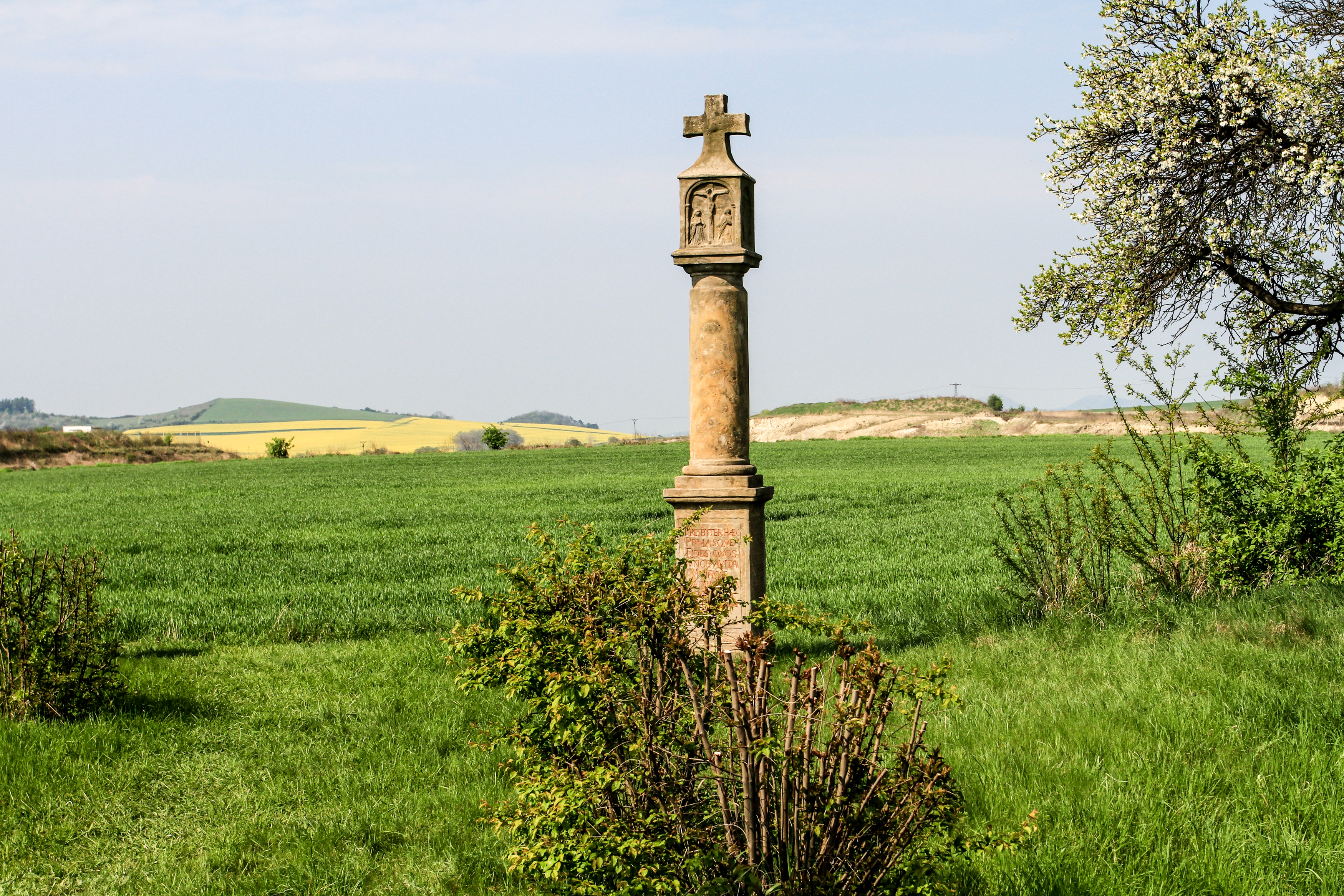
Boží muka v Libochovicích
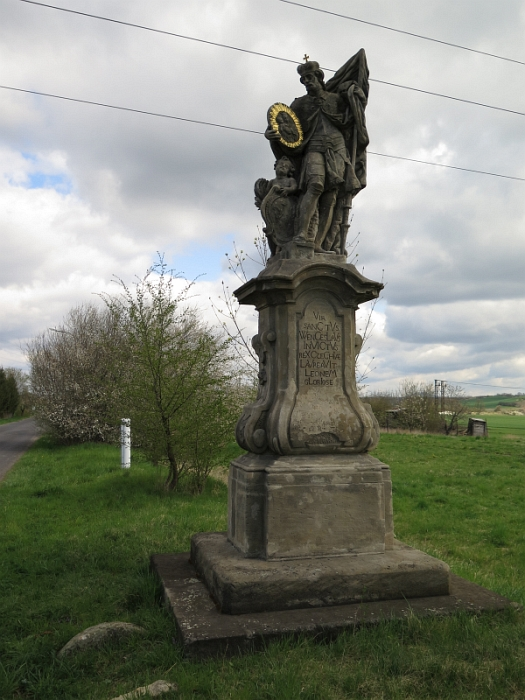
Socha sv. Václava, Libochovice
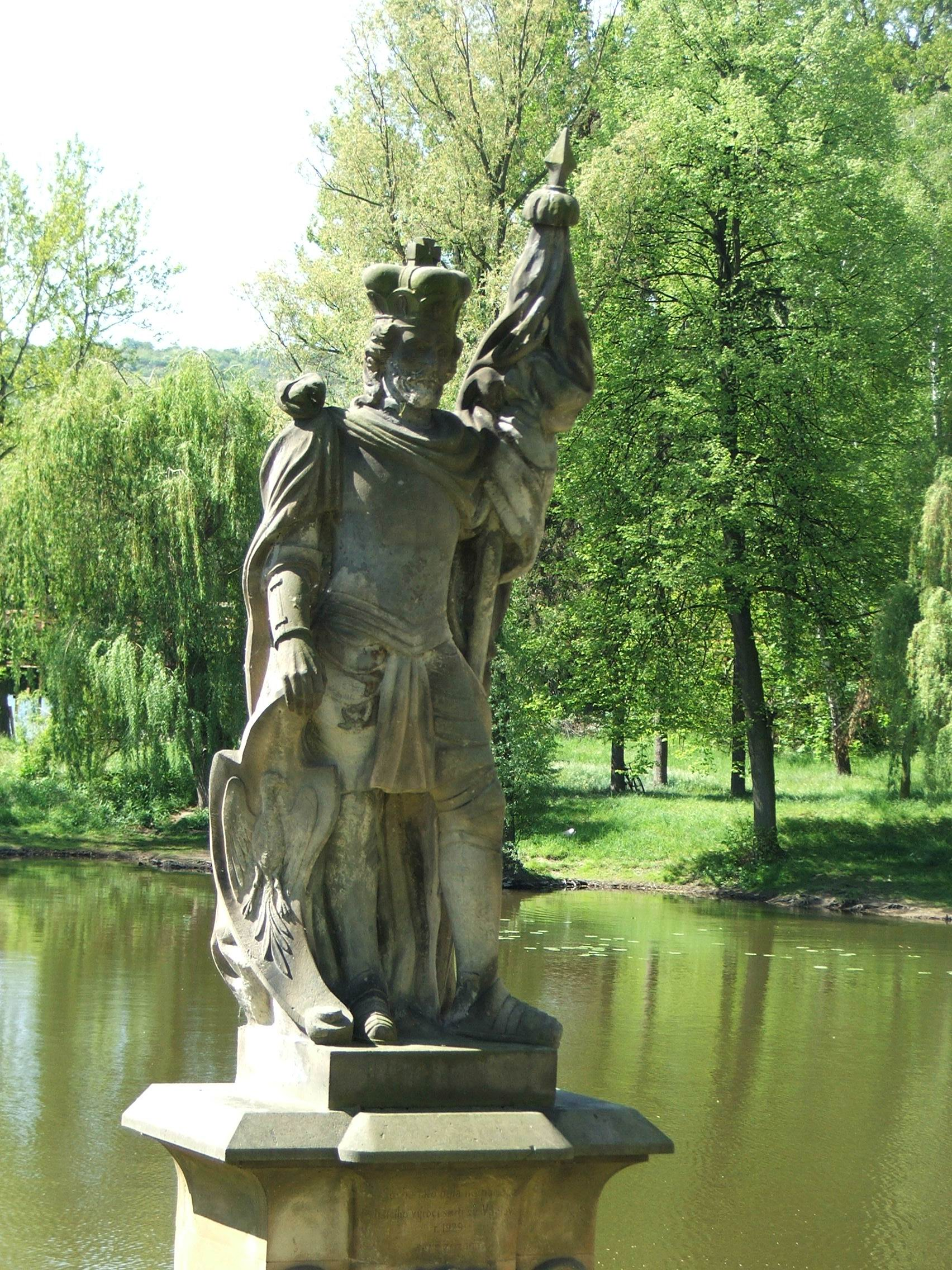
Socha sv. Václava, Libochovice
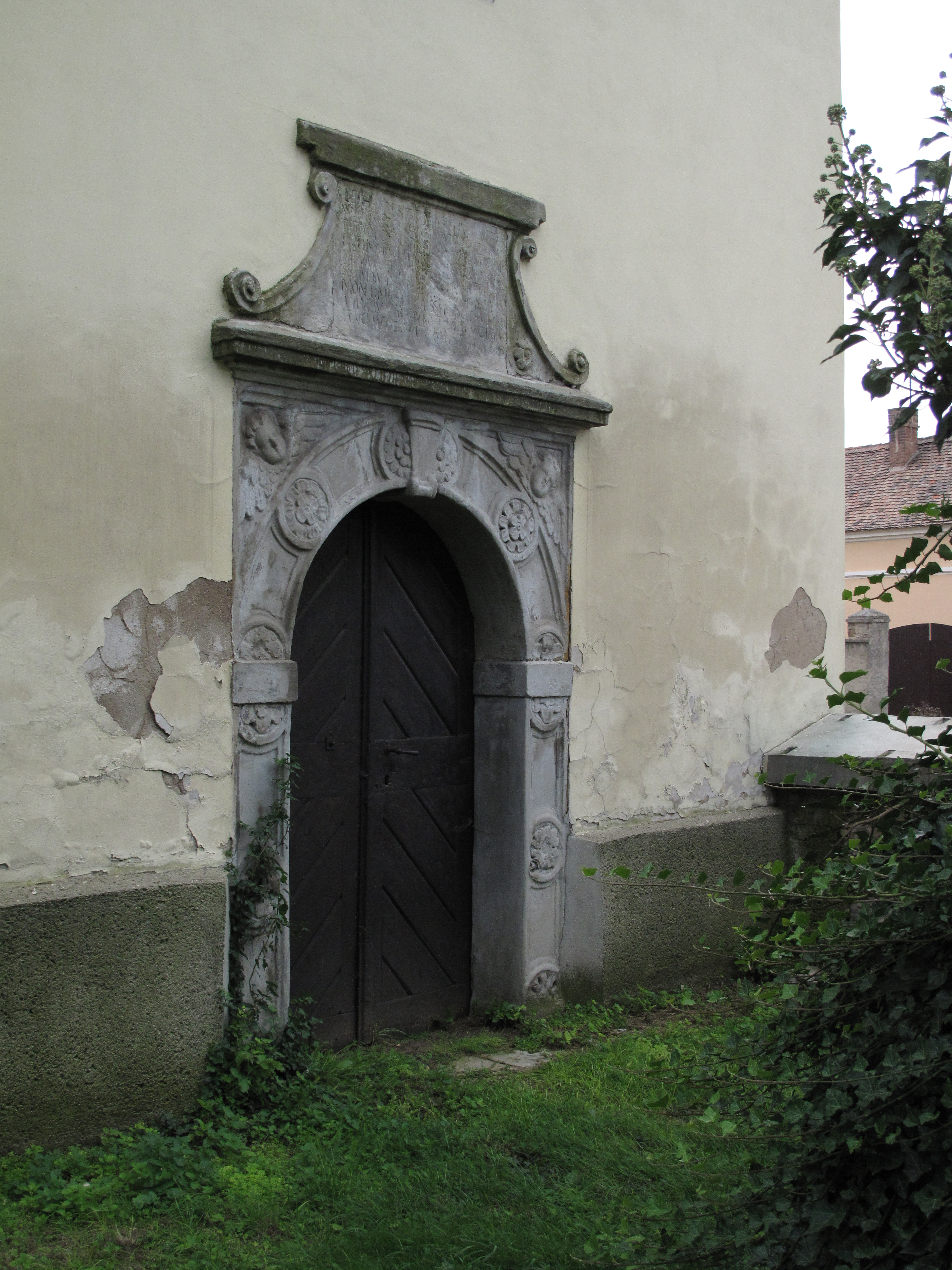
Portál kostela sv. Jana Nepomuckého ve Slatině
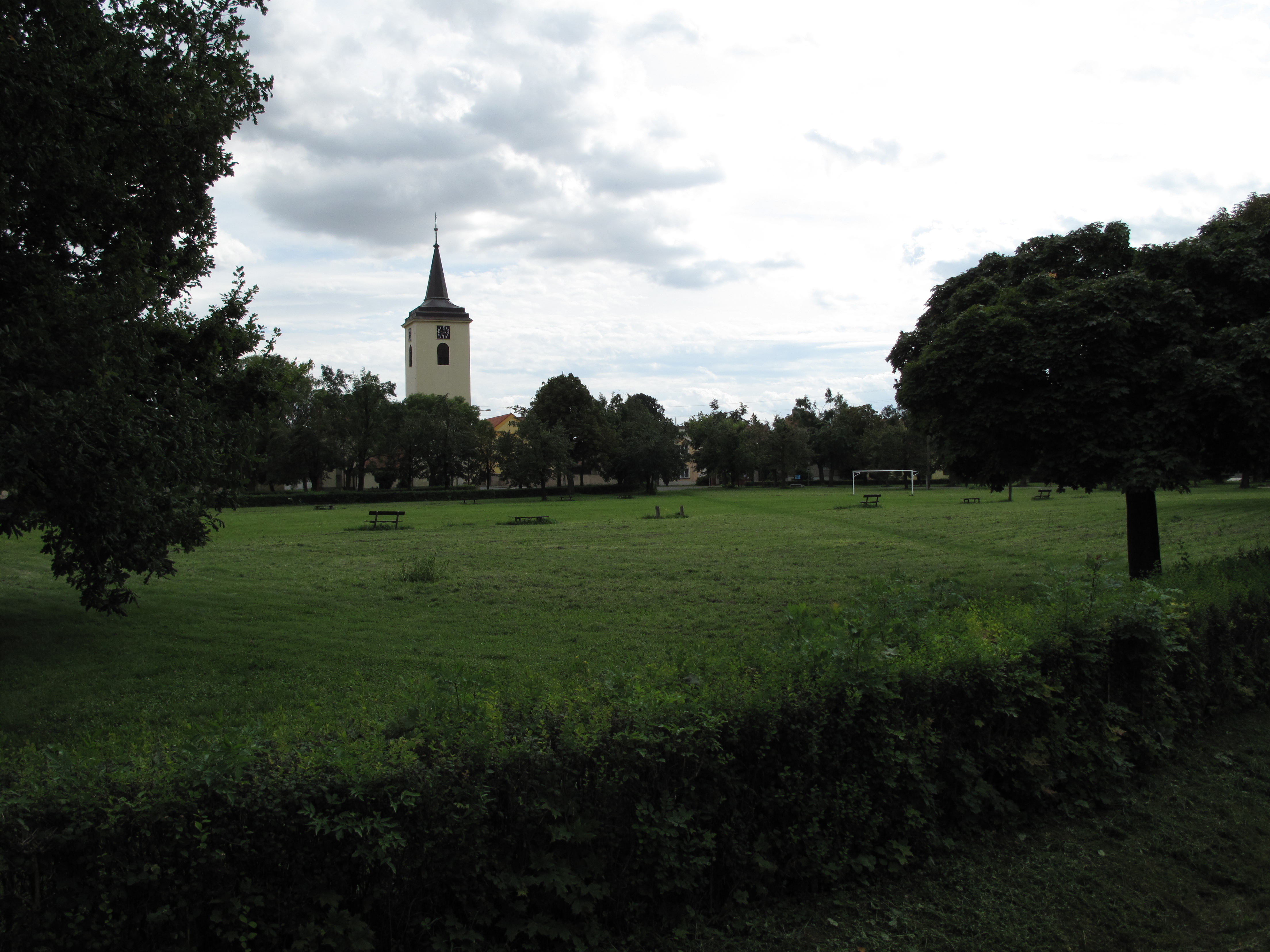
Kostel ve Slatině z pohledu od fotbalového hřiště
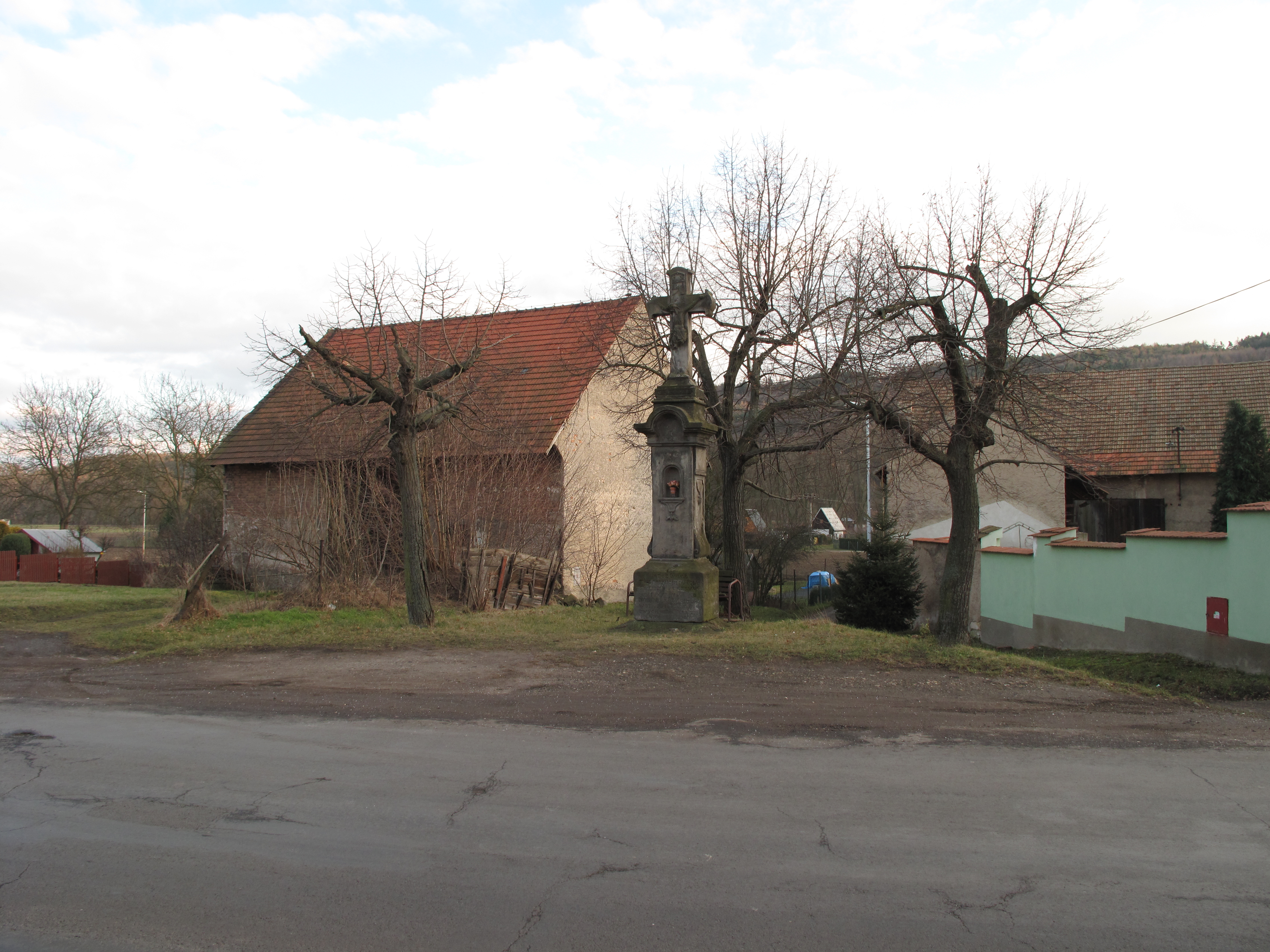
Boží muka v Dubanech
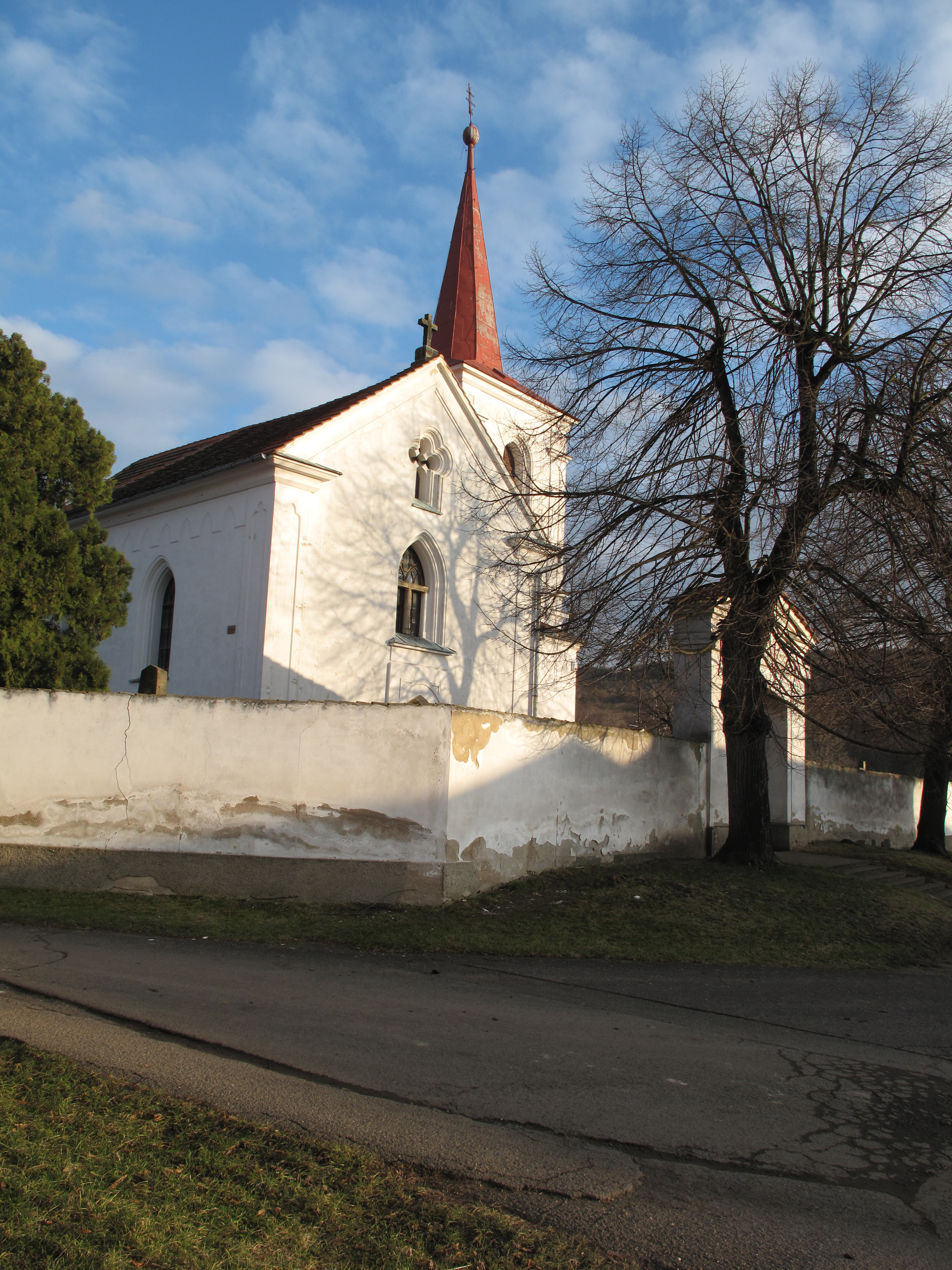
Kostel sv. Petra a Pavla, Dubany
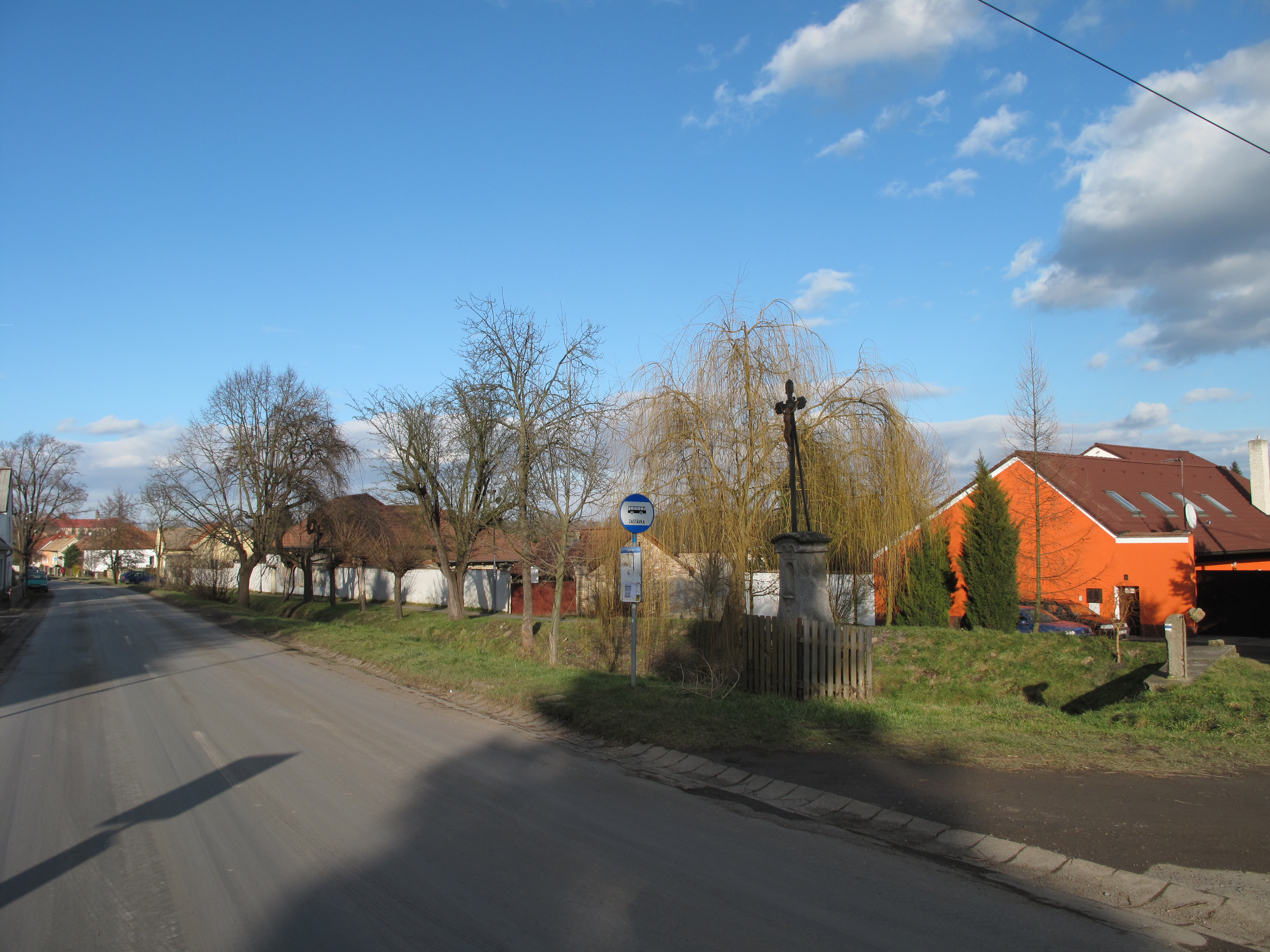
Boží muka v Poplzích